# Шкала силы ужалений Шмидта

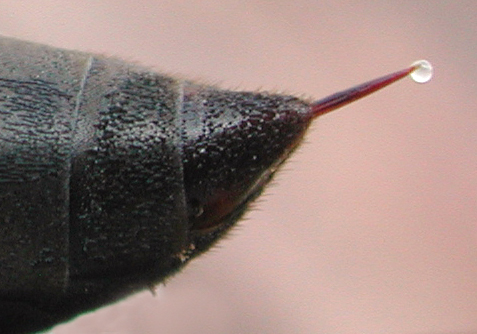
Жало осы с капелькой яда на кончике

Шкала Шмидта, или Шкала силы ужалений Шмидта (англ. Schmidt Sting Pain Index) — шкала силы ужалений жалящих перепончатокрылых (отряд Hymenoptera), показывающая уровень воздействия на человека и испытываемых людьми болевых ощущений. Названа по имени американского энтомолога Джастина Шмидта (Bee Research Center, Southwestern Biological Institute, Тусон, Аризона), многие работы которого посвящены ужалениям ос и пчёл.
В сентябре 2015 года Шмидт был удостоен Шнобелевской премии по физиологии и энтомологии совместно с Майклом Смитом за их исследования в области Hymenoptera.

## История
В первой своей статье по этой теме Джастин Шмидт в 1984 году предпринял попытку систематизировать и сравнить гемолитические особенности яда насекомых. Шмидт неоднократно совершенствовал свою шкалу, включая работу, опубликованную в 1990 году, в которой классифицированы укусы 78 видов из 41 рода перепончатокрылых насекомых (Hymenoptera), прежде всего ос, пчёл и муравьёв и кульминацией и итогом его работы которой стала книга, опубликованная в 2016 году. При этом были описаны многие детали последствий таких ужалений.

## Шкала ужалений
Шкала силы ужалений Джастина Шмидта при укусах перепончатокрылых состоит из уровней, варьирующихся от 1 до 4, причём 4 — самый болезненный. Однако укусы насекомых, которые ощущаются совершенно по-разному, могут быть отнесены к одному и тому же уровню. Поэтому более поздние версии шкалы всегда включают краткое описание его опыта при укусе каждого вида насекомых.
- 1.0 — «Потные пчёлы» (англ. Sweat bee): любые, прежде всего Halictidae и другие одиночные виды пчёл, встревоженные запахом пота человека. Низшая степень шкалы.
- 1.2 — Огненные муравьи (англ. Fire ant): многие виды рода Solenopsis (прежде всего красный огненный муравей Solenopsis invicta), которые с помощью жала, находящегося в брюшке, заносят алкалоидный яд соленопсин, соединение класса пиперидинов. Для человека подобный укус болезнен и по ощущениям сходен с ожогом от огня — из-за чего эти муравьи и получили своё название,— а для людей с повышенной чувствительностью последствия укуса могут представлять смертельную опасность[6].
- 1.8 — Акациевые муравьи (англ. Acacia ant, Bullhorn acacia ant): вид Pseudomyrmex ferruginea и некоторые другие члены рода Pseudomyrmex.
- 2.0 — Dolichovespula maculata[англ.] (англ. Bald-faced hornet): оса рода Dolichovespula.
- 2.0 — Настоящие осы (англ. Yellowjacket): некоторые виды бумажных ос родов Vespula и Dolichovespula.
- 2.x — Медоносная пчела (англ. Honey bee): Apis mellifera, Apis dorsata и Китайская восковая пчела.
- 2.x — Шершень (англ. European hornet): крупнейшая оса Европы (Vespa crabro).
- 3.0 — Pogonomyrmex barbatus (англ. Red harvester ant): красный американский муравей-жнец рода Pogonomyrmex.
- 3.0 — Polistinae (англ. Paper wasp): бумажные осы подсемейства Polistinae.
- 4.0 — Synoeca из ос-полистин и осы рода Pepsis (охотники на тарантулов)[7].
- 4.0+ — Paraponera clavata (англ. Bullet ant). Высшая степень шкалы силы ужалений[8].

## Эволюция от болезненных к токсичным ужалениям
Шкала силы ужалений Шмидта возникла в результате реализации более крупной гипотезы: эволюция социальности у перепончатокрылых насекомых (Hymenoptera) зависела от эволюции яда, который был одновременно болезненным и токсичным.
Боль — это сигнал о повреждениях в организме, но молекулы, которые вызывают боль, и молекулы, которые являются токсичными и активно вызывают повреждения, — это не одно и то же. Хотя болевой сигнал действует как отпугивающее средство, разумные хищники при повторном воздействии узнают о нечестности этого сигнала — о том, что никакого реального ущерба не наносится. Для ранних Hymenoptera, которые были преимущественно одиночными, одна только боль позволила бы им спастись. Кроме того, одиночные насекомые не обеспечивают хищникам высокую энергетическую награду, и поэтому хищники не тратят значительных усилий на охоту на них. Однако с развитием социальности, когда многие Hymenoptera объединяются в колонии, гнёзда становятся богаты питательными веществами и, следовательно, достойной целью. Если бы не было защиты, хищники съели бы беззащитное общество, оставив лишь несколько выживших особей. Таким образом, социальность не была бы выгодна. Для того чтобы социальность развилась, Hymenoptera нуждались в защите, помимо болезненного жала, чтобы защитить всю свою колонию. Их жало было рекламой ущерба, и токсичность развивалась как его истина. Имея токсичное жало и, таким образом, способность защищаться от хищников, Hymenoptera смогли продвинуться к социальности и связанным с ней эволюционным преимуществам совместного воспитания молоди, индивидуальной специализации, межколониальной коммуникации и хранения пищи.
Чтобы подойти к изучению этой эволюционной связи между токсичностью и социальностью, Шмидт признал, что необходима количественная мера, с помощью которой можно было бы оценить болезненность укусов. Анализ токсичности уже хорошо охарактеризован и может быть оценён количественно, но без индекса боли от ужаления, или шкалы Шмидта, не было бы способа связать степень социальности с уровнем боли, и поэтому эта гипотеза не могла бы быть изучена.